# Jan Krugier
Jan Krugier (geboren als Jakov Krygier am 12. Mai 1928 in Radom; gestorben am 15. November 2008 in Genf) war ein polnisch-schweizerischer Galerist und Kunstsammler.

## Leben
Krugier wurde 1928 als Kind gutbürgerlicher Eltern geboren. Als Jude auf der Flucht vor der nationalsozialistischen Verfolgung lebte er im Untergrund, bis er verhaftet und ins Konzentrationslager Auschwitz deportiert wurde. Dort musste er für die IG Farben Zwangsarbeit leisten und wurde gezwungen, Porträts von Nazis zu zeichnen. Er überlebte einen der Todesmärsche und wurde im KZ Bergen-Belsen durch Angehörige der alliierten englischen Truppen befreit. Im Sommer 1945 gelangte er im Rahmen einer Kinderhilfsaktion („Buchenwald-Aktion“) des Roten Kreuzes in die Schweiz. Dort wurde er als Pflegesohn aufgenommen von Margaretha Bleuler, welche im Schweizer Hilfswerk für Emigrantenkinder tätig war. Entscheidende Bedeutung für seine Haltung gegenüber dem Judentum hatte 1947 seine Begegnung mit dem Religionsphilosophen Martin Buber anlässlich der Eranos-Tagung in Ascona.
Von 1946 bis 1950 besuchte er nach Vermittlung durch den Politiker Carlo Schmid die Kunstgewerbeschule Zürich und erhielt dort Unterricht von Johannes Itten, Ernst Gubler und Otto Morach. Durch Alberto Giacometti – mit welchem er sich freundschaftlich verband – wurde er zunächst davon überzeugt, sich in Paris weiterzubilden, später auch, dass er zwar werdender Künstler, vielmehr aber dialogbegabter Pädagoge sei. 1953 liess er sich in Genf nieder, malte zunächst noch weiter und wurde im Kunsthandel tätig. Dies lernte er in der Galerie von David Bernador.
1962 eröffnete Krugier seine eigene Genfer Galerie. Von Beginn an stellte er dort junge internationale Malerei aus, zudem Werke der bereits arrivierten Bram van Velde, Alexej Jawlensky, Wifredo Lam, Alberto Giacometti, Giorgio Morandi, Oskar Schlemmer, Jean Pougny und Gustave Courbet. Ab 1963 gewann er die nachmalige Roswitha Haftmann als Mitarbeiterin. 1966 eröffnete er in Zusammenarbeit mit Albert Loeb eine Galerie in New York. Auch hier bemühte er sich um den Dialog zwischen europäischer und amerikanischer Kunst.
In den 1970er Jahren gewann Krugier weiteren Einfluss als Vertreter der Sammlung von Marina Picasso. Zu diesem Teil des Nachlasses von Pablo Picasso zählten Hunderte Bilder, Tausende Zeichnungen und Grafiken sowie zahlreiche Skulpturen. So verantwortete er die Picasso-Ausstellung 1982 im Kunsthaus Zürich mit und vermittelte bedeutende Werke an Peter Ludwig und an die Staatsgalerie Stuttgart.
Zu den von Krugier geförderten Künstlern zählen solche wie Balthus, Alberto Giacometti, Edward Hopper, Wifredo Lam, Giorgio Morandi und Bram van Velde.
Seit Anfang der 1970er Jahre baute Krugier zusammen mit seiner zweiten Frau, der Malerin und Zeichnerin Marie-Anne Poniatowska (* 1931) eine bedeutende Kunstsammlung auf. Diese umfasst rund 500 Werke von der Renaissance bis zur Gegenwart, darunter viele Zeichnungen, zum Beispiel von Fra Bartolomeo, Annibale Carracci, Vittore Carpaccio, Peter Paul Rubens,  aber auch Paul Cézanne oder Paul Klee. Sie wurden bislang in Berlin, Paris, Madrid, Venedig und Wien ausgestellt.

## Würdigung (Zitate)
- „Ehrfurcht vor der Kunst und kritische Betrachtung bedingen sich bei Krugier gegenseitig. Er liebt es, mit Künstlern zu debattieren, und es kommt sogar vor, dass er einen Maler zu Korrekturen anhält. So wichtig wie der Dialog mit Kunst und Künstlern ist ihm die Vermittlung an ein weiteres Publikum.“[2]

- „Im Haus von Jan und Marie-Anne Krugier-Poniatowski ist Malraux' Musée imaginaire Realität geworden. Die Sammlung von Meisterzeichnungen, die das Paar in den letzten vierzig Jahren aufgebaut hat und die von der Frührenaissance bis zu Alfred Hofkunst, Thomkins und Marc-Antoine Fehr reicht, ist da eingebettet in einen Kosmos, in dem Epochen und Kontinente, Hoch- und Volkskulturen verschmelzen, wo Archaisches auf Klassisches, Primitives auf Avantgardistisches trifft.“[2]

- „Die derzeitige Kunstszene interessiert Krugier, der wohl immer mit Zeitgenossen zusammengearbeitet hat, nur bedingt. All diese Selbstbefragungen des Kunstsystems lassen ihn kalt. Er ist davon überzeugt, dass man Kunst nicht «machen» kann, sie vielmehr aus einer inneren Notwendigkeit heraus entsteht, einer Reibung mit der Realität. Dass sie authentisch sein muss und unmittelbar spricht. Krugier scheut sich nicht, den Künstler mit einem Schamanen zu vergleichen, der etwas Verborgenes weitergeben muss [...].“[2]

- „Im Unterschied zu Heinz Berggruen oder Ernst Beyeler hat Krugiers großartiger materialisierter Blick auf die Nuance keinen bleibenden Ort gefunden.“[3]

## Ausstellungen (Auswahl)
Eigene Werke
- 1951: Galerie Palette, Zürich

Galerie Jan Krugier, Ditesheim & Cie, Genf
- 1969: Bonjour, Monsieur Courbet. Werke von Félix Vallotton, Chaim Soutine, Balthus, Nicolas de Staël, Leonardo Cremonini, Paul Rebeyrolle

Galerie Krugier, New York
- 2006: The Third Eye: Fantasies, Dreams and Visions. Werke von Francisco de Goya, Théodore Géricault, Odilon Redon und William Turner, Pablo Picasso, Max Ernst, Salvador Dalí, Yves Tanguy und Joan Miró

Sammlung Krugier-Poniatowska
- 1999: Linie, Licht und Schatten – Meisterzeichnungen und Skulpturen der Sammlung Jan und Marie-Anne Krugier-Poniatowski. Kupferstichkabinett Berlin.[4]
- 2002: La passion du dessin. Musée Jacquemart-André, Paris.[5]
- 2005: Von Goya bis Picasso. Albertina, Wien.[6]
- 2006: Le feu sous les cendres. De Picasso à Basquiat. Musée Maillol, Paris.
- 2007: Das ewige Auge. Von Rembrandt bis Picasso. Kunsthalle der Hypo-Kulturstiftung, München.[7]